# Vite (ort i Indien)
Vite är en ort i Indien.   Den ligger i delstaten Maharashtra, i den sydvästra delen av landet, 1 300 km söder om huvudstaden New Delhi. Vite ligger 689 meter över havet och antalet invånare är 45 973.
Terrängen runt Vite är lite kuperad. Runt Vite är det ganska tätbefolkat, med 214 invånare per kvadratkilometer. Det finns inga andra samhällen i närheten. Omgivningarna runt Vite är en mosaik av jordbruksmark och naturlig växtlighet.